# ASCI Red
ASCI Red (که تحت عنوان ASCI Option Red یا TFLOPS نیز شناخته می‌شود) اولین رایانه‌ای بود که تحت ابتکار محاسبات استراتژیک شتابدهی (ASCI) ساخته شد. ابتکار ابررایانه‌ای این سازمان زیر نظر دولت ایالات متحده برای نگهداری از زرادخانه هسته‌ای ایالات متحده پس از توقف آزمایش‌های هسته‌ای در سال ۱۹۹۲ ایجاد شد.
ASCI Red توسط اینتل تولید و در اواخر سال ۱۹۹۶ در آزمایشگاه ملی سندیا نصب شد. طراحی این کامپیوتر بر اساس کامپیوتر اینتل پاراگون بود. اهداف اولیه برای این پروژه، که دست یافتن به یک ماشین ترافلاپس واقعی با قابلیت راه‌اندازی همه برنامه‌های ASCI با استفاده از تمام حافظه و گره‌ها تا پایان سال ۱۹۹۶ بود، تا سپتامبر ۱۹۹۷ به واقعیت پیوست.
این کامپیوتر از سال ۱۹۹۷ تا ۲۰۰۵ توسط دولت ایالات متحده استفاده شد و تا اواخر سال ۲۰۰۰ سریعترین ابررایانه جهان بود. این رایانه اولین ماشین ASCI بود که توسط دپارتمان انرژی خریداری شد و همچنین اولین ابررایانه‌ای بود که توانست در رده‌بندی LINPACK به امتیاز بالای ۱ ترافلاپس برسد. رده‌بندی LINPACK سرعت محاسبات یک کامپیوتر را اندازه‌گیری می‌کند. ارتقاهای بعدی بر روی ASCI Red این امتیاز را به بالای دو ترافلاپس رساند.
ASCI Red شهرت قابل اعتمادی بدست آورده است که به عقیده برخی کهنه‌کارها این شهرت هرگز شکست نخورده است. بیل کمپ، مدیر سندیا گفته است که ASCI Red بهترین میزان اعتبار را بین همه ابررایانه‌های ساخته شده دارد و به گفته او «نقطه عطفی در بین ابررایانه‌ها در مقوله طول عمر، قیمت، و عملکرد است.»
این ابررایانه در سال ۲۰۰۶ از رده خارج شد.

## ساختار سیستم
ابررایانه ASCI Red یک کامپیوتر با حافظه توزیع‌شده چند دستور چند داده برای ارسال پیام بود. این طراحی درجات بالایی از مقیاس پذیری برای ورودی و خروجی، حافظه، گره‌های محاسباتی، ظرفیت ذخیره‌سازی و ارتباطات را فراهم می‌کرد. همچنین رابط‌های موازی استاندارد نیز امکان پورت برنامه‌های موازی را به ماشین فراهم می‌کردند. 
این ماشین به چهار پارتیشن تقسیم‌بندی شده بود:‌ محاسبات، سرویس، ورودی/خروجی و سیستم. برنامه‌های موازی که در پارتیشن محاسبات اجرا می‌شدند شامل گره‌هایی بودند که برای عملکرد ممیز شناور بهینه‌سازی شده بودند. گره‌های محاسباتی صرفا ویژگی‌های مورد نیاز برای محاسبات کارآمد را داشتند و برای سرویس‌های تعاملی عمومی در نظر گرفته نشده بودند. 
پارتیشن سرویس میزبانی یکپارچه و مقیاس‌پذیر ارائه می‌کرد که از کاربران تعاملی (جلسات ورود به سیستم)، توسعه برنامه و مدیریت سیستم پشتیبانی می‌کرد. 
پارتیشن ورودی/خروجی از دیسک ورودی/خروجی، یک سیستم فایل موازی مقیاس‌پذیر و خدمات شبکه پشتیبانی می‌کرد. 
پارتیشن سیستم نیز از بوت شدن اولیه و قابلیت‌های اعتبار، در دسترس بودن و قابلیت‌های سرویس‌دهی (RAS) پشتیبانی می‌کرد.
همه پارتیشن‌های ASCI Red به یکدیگر متصل هستند تا یک ابررایانه را تشکیل دهند، اما در عین حال هیچ‌یک از گره‌ها از حافظه مشترک جهانی پشتیبانی نمی‌کنند. هر یک از این گره‌ها در حافظه خود کار می‌‌کنند و هر کدام داده‌ها را از طریق «گذر صریح پیام» با یکدیگر به اشتراک می‌گذارند.

## مشخصات فنی
خود رایانه فضایی به اندازه تقریبا ۱۶۰۰ فوت مربع(۱۵۰ متر مربع) را اشغال می‌کرد و از ۱۰۴ «کابینت» ساخته شده بود که از این کابینت‌ها، ۷۶ تا رایانه(پردازنده)، ۸ سوییچ و ۲۰ عدد دیسک بودند. این رایانه مجموعه ۱۲۱۲ گیگابایت رم و ۹۲۹۸ پردازنده مجزا داشت. ماشین اصلی از پردازنده‌های پنتیوم پرو که هر کدام به اندازه ۲۰۰ مگاهرتز کلاک داشتند استفاده می‌کرد. این پردازنده‌ها بعد ها به پردازنده‌های پنتیوم II زئون با بسته‌بندی ویژه ارتقا پیدا کردند که هر کدام به اندازه ۳۳۳ مگاهرتز کلاک داشتند. به طور کلی این سیستم ۸۶۰ کیلووات نیرو بدون احتساب تهویه نیاز داشت. 
چیزی که ASCI Red را از سایر پیشینیان خود در ابرمحاسبات جدا می‌کند پهنای باند ورودی/خروجی آن است. ابررایانه‌های قبلی عملکرد چند گیگافلاپس را داشتند، با این حال سرعت پایین ورودی/خروجی آنها سرعت سیستم‌ها را کاهش یا آنها را در تنگنا قرار می‌داد. سیستم فایل موازی PFS ترافلاپس اینتل بسیار بهینه بود به طوری که می‌توانست سرعت انتقال را تا ۱ گیگابایت بر ثانیه افزایش دهد که سبب از بین رفتن تنگنا می‌شد.

## اولین رایانه‌ای که به ترافلاپس رسید
در دسامبر ۱۹۹۶، سرعت سه چهارم از رایانه‌های ASCI Red با معیار MP LINPACK اندازه‌گیری و با رکورد جهانی ۱/۰۶ ترافلاپس، رکورد سریع‌ترین ابررایانه جهان را برای چندین سال متوالی در اختیار داشت و پس از ارتقای پردازنده و حافظه در سال ۱۹۹۹، این رکورد به حداکثر ۲/۳۸ ترافلاپس رسید.
این سیستم در ابتدای ساخت و زمانی که برای اولین بار به رکورد بالای یک ترافلاپس رسید از پردازنده‌های پنتیوم پرو استفاده می‌کرد. در این پیکربندی، وقتی که رایانه کامل ساخته شده بود عملکرد ۱/۶ ترافلاپس را ثبت کرد. این عملکرد در سال ۱۹۹۹ که ارتقا به پردازنده‌های پنتیوم II زئون با بسته‌بندی ویژه انجام شد به ۳/۱ ترافلاپس رسید.

## سیستم عامل
پارتیشن‌های مختلف ASCI Red بر روی سیستم‌عامل‌های مختلف اجرا می‌شوند. به عنوان مثال، کاربران رایانه در محیطی به نام «ترافلاپس او‌اس» کار می‌کنند، سیستم عاملی‌(که زمانی پاراگون او‌اس نامیده می‌شد) که در ابتدا برای ابررایانه اینتل پاراگون اکس‌پی/اس ساخته شده بود. پارتیشن محاسبات ASCI Red بر روی سیستم‌عاملی به نام کوگر اجرا می‌شود. کوگر حاصل یک همکاری بین آزمایشگاه‌های سندیا و دانشگاه نیو مکزیو است که سیستم‌عامل سبک‌وزنی است که بر اساس PUMA و SUNMOS، دو سیستم عامل که آنها نیز برای ابررایانه پاراگون طراحی شده بودند، ساخته شده است.
این سیستم شامل یک هسته سبک وزن، رشته کنترل فرآیند و سایر کتابخانه‌ها و ابزارهاست. هسته لینوکس ۲.۴ به سیستم منتقل شده است و یک درایور CNIC سفارشی نیز برای آن نوشته شده، گرچه سیستم‌عامل سنگین وزن در بسیاری از بنچمارک‌ها به خوبی هسته سبک‌وزن کوگر عمل نکرد.